# 小行星26858
小行星26858（26858 Misterrogers）是一顆主帶小行星，它以熱門的兒童電視節目弗雷德·羅傑斯命名。羅傑斯，他終身迷戀天空和天文學－還在高中就獲得飛行員的執照－ 還製做了一個天象儀節目，稱為羅傑斯先生鄰居的天空，並在美國許多的天象館演出過。

## 註解
1. ↑  .   [2013-04-26]. （原始内容存档于2020-11-28）.